# Satoko Fujii
Satoko Fujii (jap. 藤井 郷子 Fujii Satoko; ur. 9 października 1958 w Tokio) – japońska pianistka jazzowa i kompozytorka.

## Dyskografia
- South Wind (Libra, 1997)
- Jo (Buzz, 1998)
- Kitsune-bi (Tzadik, 1998) z Mark Dresser, Jim Black
- April Shower (Buzz, 1999) z Mark Feldman
- Illusion Suite (Libra, 2003) z Mark Dresser i Jim Black
- Live in Japan 2004 (Natsat, 2004) z Natsuki Tamura, Dresser i Black
- Chun (Libra Records, 2008)
- Min-Yoh Ensemble: Watershed (Libra, 2011)
- Kaze: Rafale (Libra, 2011)
- Satoko Fujii Orchestra New York: Eto (Libra, 2011) z Chris Speed, Ellery Eskelin, Curtis Hasselbring, Herb Robertson, Joe Fiedler; Frank London
- Satoko Fujii / Natsuki Tamura: Muku (Libra Records, 2012)
- Spring Storm (Libra, 2013), z Todd Nicholson, Takashi Itani
- Gen Himmel (Libra, 2013) solo